# Filip Naudts
Filip Naudts (Gent, 7 december 1968) is een Belgisch fotograaf.

## Levensloop
Filip Naudts groeide op als zoon van een bloemist in Lochristi. Hij was voorbestemd om het tuinbouwbedrijf van zijn ouders over te nemen, maar na vier jaar aldaar werkzaam te zijn geweest, koos hij voor de fotografie. Begin jaren negentig was Naudts kort werkzaam als persfotograaf. In 1993 richtte hij fotostudio Guarda La Fotografia op, vernoemd naar een album van de Italiaanse cabaretier Enzo Jannacci.
Een jaar eerder startte hij zijn carrière als setfotograaf bij de Vlaamse publieke omroep VRT, toen BRTN. Hij werkte van 1993 tot 2002 als fotodocumentalist in het FotoMuseum in Antwerpen en van 2002 tot 2006 als fotorecensent bij het Nederlandse fotografieblad FOTO. Naast artistiek fotograaf is Naudts ook fotoleverancier van hoofdzakelijk Vlaamse magazines als P-Magazine, Knack, Ché, Goedele Magazine, Humo en De Morgen Magazine.
Zijn eerste rondreizende solo-tentoonstelling, die in 2000 in het Národní technické muzeum in Praag te zien was, resulteerde in de publicatie van zijn eerste fotoboek Auromatic. Naar aanleiding van de twintigste verjaardag van Guarda La Fotografia verscheen bij Stichting Kunstboek in 2013 het gelijknamige fotoboek met verzameld werk, waarin bekende Vlamingen, vrouwelijk naakt en humor een belangrijke rol spelen. In 2008 sloot hij zich aan bij het Belgische fotoagentschap Photo News en in 2015 bij ID/ Photo Agency.
Samen met Julie O'yang publiceerde Naudts in 2017 de sci-fi fotonovelle The Picture of Dorya Glenn. De foto-opnamen hadden plaats in het Noord-Franse dorpje Plomion. De titel is afgeleid van die van Oscar Wildes boek The Picture of Dorian Gray.
Een eerste retrospectieve tentoonstelling kwam er na 25 jaar Guarda La Fotografia. Het Stadsmuseum Lokeren presenteerde van 1 december 2018 tot 28 april 2019 een overzicht van Naudts' werk.
Sinds 2019 duikt Filip Naudts sporadisch als fotograaf op in televisie- en filmproducties, zoals Familie, Undercover., Grond en Chantal.

## Werk van Naudts

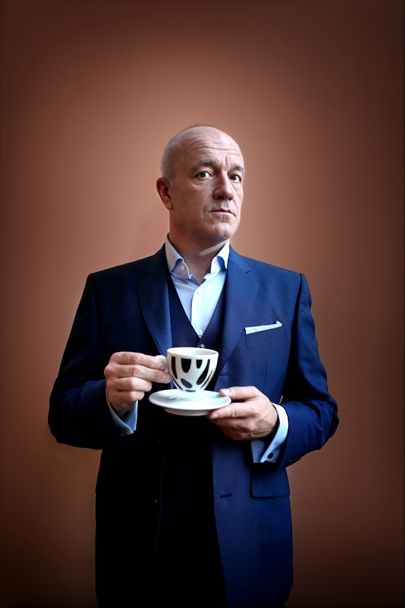
Geert Hoste
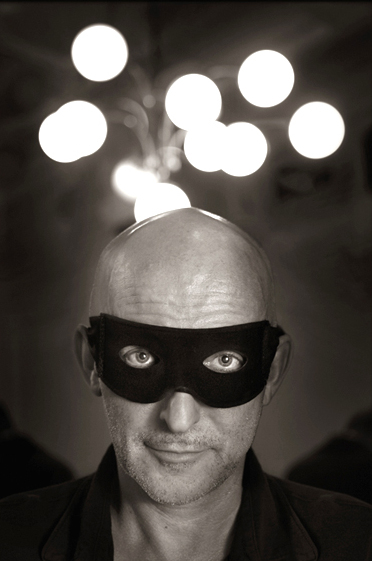
Dominique Deruddere
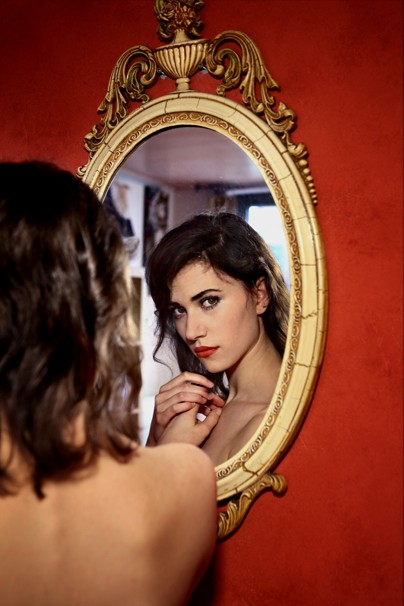
Lize Feryn
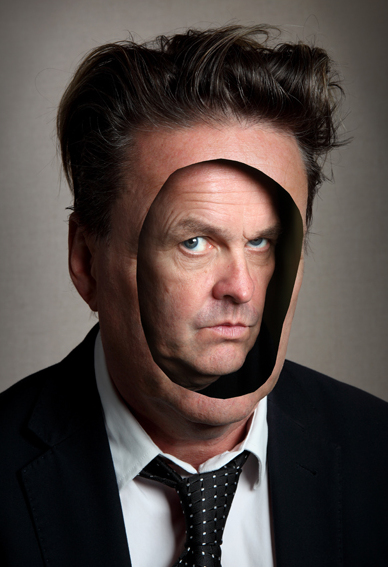
Piet De Praitere
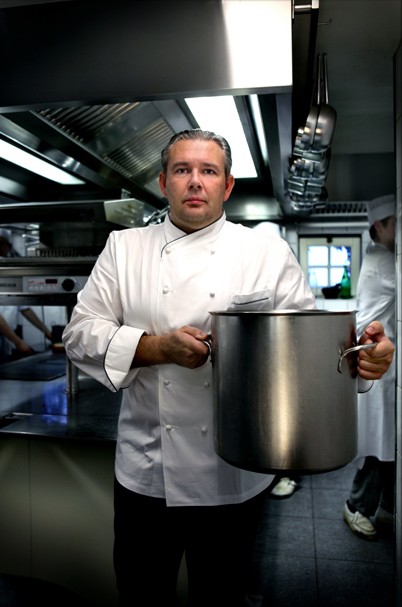
Peter Goossens
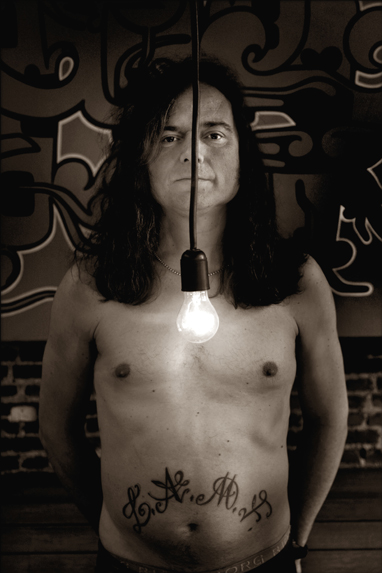
Raf Stevens

### Fotoreeksen
- 1993-1994: Pictures for my soul
- 1994-2000: Auromatic
- 2001-2002: Erfenis van het moederlandschap
- 2005: Histoire de l'oeil
- 2009: La clé du boudoir
- 2015: Paparazzo